# Spišský Štvrtok

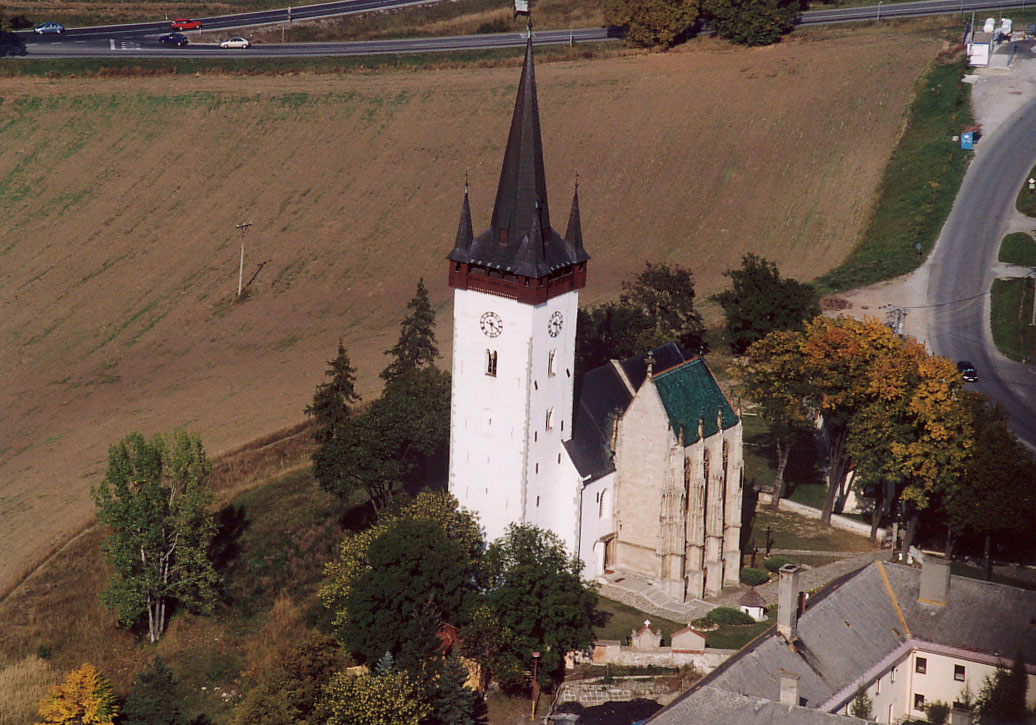
Kościół św. Władysława i kaplica rodu Zapolya

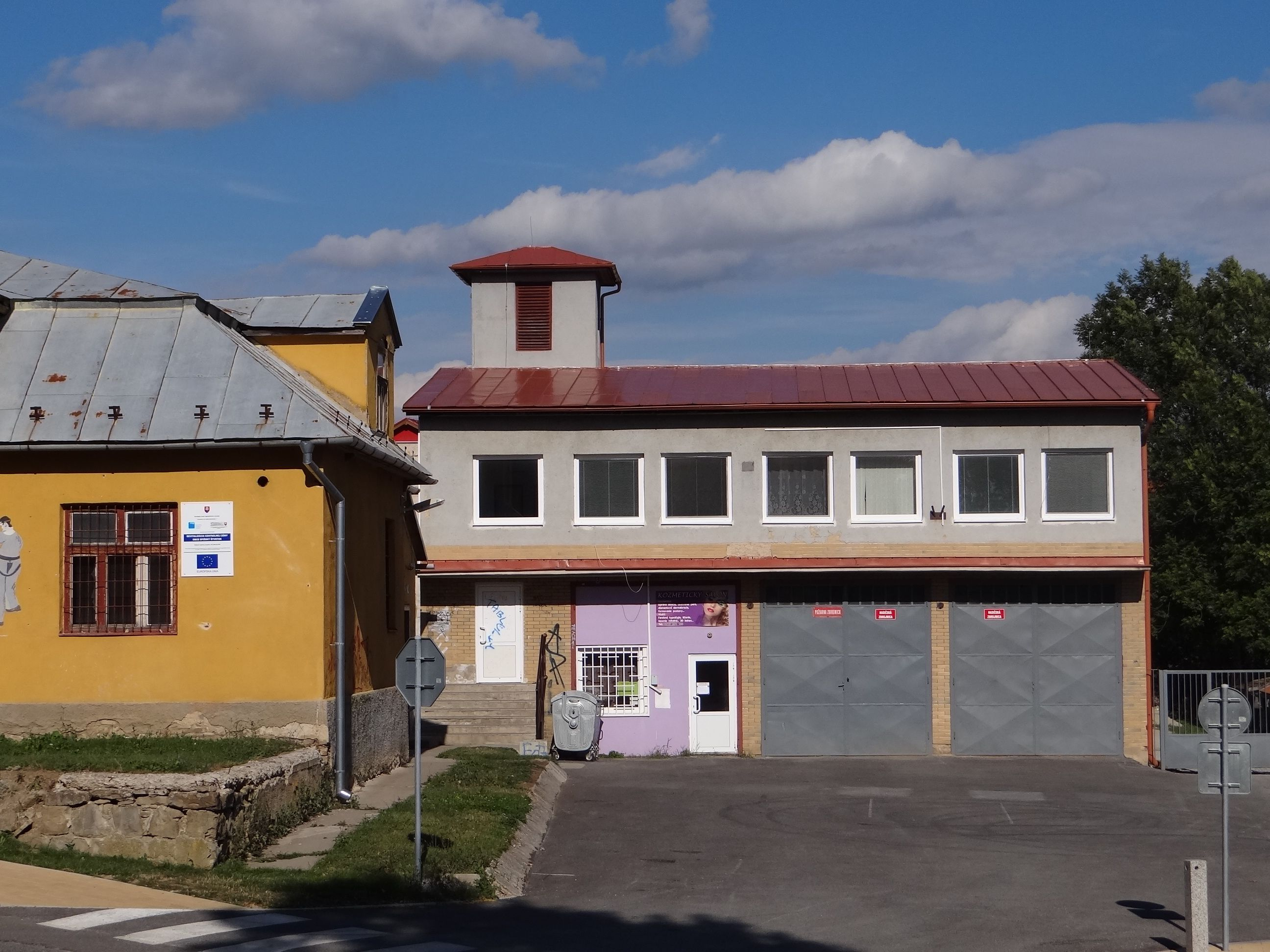
Remiza straży pożarnej

Spišský Štvrtok (węg. Csütörtökhely, niem. Donnersmark, Donnersmarkt) – wieś (obec) na Słowacji, w powiecie Lewocza, w kraju preszowskim. Położona jest w historycznym rejonie Spisz, na Kotlinie Hornadzkiej, na północ od Słowackiego Raju.

## Historia
Okolice Spišskiego Štvrtoku były zamieszkane prawdopodobnie już w neolicie.
Na początku lat 70. XX w. w zachodniej części wsi, na płaskiej wierzchowinie wzniesienia określanego jako Myšia hôrka (ok. 625 m n.p.m.), odkryto wielką osadę obronną z początku środkowego okresu epoki brązu (ok. 1500 lat p.n.e.), zaliczaną do kultury otomańskiej. Zajmowała ona obszar ok. 6600 m2. Była broniona bardzo silnymi umocnieniami, na które składały się mur kamienny z kamienia łamanego, układanego bez zaprawy, wał ziemny obłożony kamieniami z palisadą na wierzchu wysokości ok. 6 m oraz szeroki na 6 m rów. Wewnątrz osady odkryto ślady domów mieszkalnych różnych warstw społecznych, warsztatów rzemieślniczych, a także wiele wyrobów z ceramiki, kamienia, metali i kości, w tym szereg przedmiotów codziennego użytku i ozdób z brązu i złota. Odkryto także miejsce grzebania zmarłych.
Na terenach wsi znaleziono również ślady osadnictwa pochodzącego z epoki żelaza (związane z kulturą halsztacką). W ostatnich czasach w miejscu, zwanym Pod Šibeničnou horou, archeologowie odkryli pozostałości osady wczesnosłowiańskiej, datowanej na lata od połowy VI do początku VII w. n.e. Znalezisko to przesuwa osiedlenia Spiszu Słowianami o blisko 200 lat w stosunku do dotychczasowych poglądów, które ustalały to zjawisko na czasy tworzenia się Państwa wielkomorawskiego (koniec VIII w. n.e.).
Pierwsza pisemna wzmianka o miejscowości pochodzi z roku 1263 – nazywaną ją wówczas Villa Santi Ladislai lub Villa Santi Ladislavsi, od kościoła, noszącego wezwanie św. Władysława. Później nazwa zmieniała się wielokrotnie (patrz:Zmiana nazwy wsi), ale od początku XIV wieku związana była z targami, które odbywały się w miejscowości co czwartek. Stąd też pochodzi niemiecka nazwa wsi: der Donnerstag = czwartek (ściśle: czwartkowy dzień), der Markt = targ, a więc Donnersmark(t) = targ czwartkowy. W nazwie słowackiej szybko zanikła część dotycząca targu i pozostał sam Štvrtek. Obecna nazwa obowiązuje od 1927 r.
W XV wieku Spišský Štvrtok był na krótko siedzibą prowincji 11 miast spiskich, które pozostały przy Węgrzech (pozostałe weszły w 1412 r. w skład zastawu spiskiego). W tym czasie na pn.-wsch. od Spišskiego Štvrtoku istniała osada zwana Strelce (łac. Ballistarii), której mieszkańcy zajmowali się budową balist. Osada ta zanikła w latach 40. XV w. podczas najazdu husyckich wojsk Jana Jiskry. Niezależność prowincji 11 miast spiskich zlikwidowano w 1465 r., a same miasta włączono do prowincji spiskiej, której właścicielem był pan na zamku spiskim. Wtedy też Spišský Štvrtok stracił liczne przywileje  miejskie, ale zachował prawo do organizowania czwartkowych targów, które trwały do XIX wieku (ostatnia wzmianka w 1854 r.).
Kolejnymi właścicielami były węgierskie rody magnackie: Zapolya, Turzonowie (Thurzó) i Csáky (ci ostatni od 1650 r. do zniesienia pańszczyzny w 1848, ale gospodarstwo należące do rodu było w Spišským Štvrtoku aż do okresu międzywojennego XX wieku).
Już w XV wieku istniała tutaj szkoła. W dokumentach zachowały się informacje, że w 1565 r. miejscowość liczyła 61 domów, ale w 1605 już tylko 30. Poniosła spore straty podczas najazdów tureckich (w 1570 r. zagony tureckie dotarły aż na południowy Spisz), a w XVIII wieku – podczas powstań antyhabsburskich.
Aż do początku XVII wieku większość mieszkańców stanowili Niemcy, natomiast później zaczyna się zwiększać liczba ludności słowiańskiej (Słowacy zaczęli się przenosić ze wsi do miast). Dowodem na to jest pierwsze powszechniejsze użycie nazwy słowiańskiej zamiast niemieckiej (Štvrtek). W 1710 r. nieszczęścia spowodowane wojnami dopełniła wielka zaraza – zmarło wtedy więcej niż połowę mieszkańców Spiszu. Nie wiadomo ilu z nich w Spišským Štvrtoku – najbliższe dane są z 1787 r. i mówią o 493 mieszkańcach. Również w XIX wieku różne katastrofy dotykały miejscowość – w 1831 epidemia cholery, a w 1869 wielki pożar, w którym spłonęły liczne domy, dachy kościoła, kościelnej wieży i klasztoru franciszkanów.  Rozwój gospodarczy okolicy, spowodowany otwarciem linii kolejowej z Bogumina do Koszyc (tzw. Kolej Koszycko-Bogumińska) ominął Spišský Štvrtok, bo ominęła go sama kolej.
Po I wojnie światowej właściciel wielu okolicznych ziem, hrabia Vidor Csáky, zmuszony został do sprzedaży wielu pól i lasów po niskich cenach – pozbyto się wówczas ostatnich pozostałości stosunków feudalnych. Podczas ostatniej wojny Niemcy wywieźli z miejscowości rodzinę miejscowego Żyda Jakuba Kleina do obozu koncentracyjnego, gdzie wszyscy zginęli. Podczas narodowego powstania słowackiego w 1944 r. z powodu swego strategicznego położenia na skrzyżowaniu dróg Spišský Štvrtok był miejscem ważnym zarówno dla partyzantów jak i wojsk niemieckich, które stacjonowały w miejscowej szkole. Pod koniec roku hitlerowcy zmuszali okolicznych mieszkańców do kopania rowów przeciwczołgowych, chcieli także wywieźć mężczyzn na roboty do Rzeszy, ale z powodu chaosu spowodowanego bliskością frontu większość zagrożonych wywózką osób zdołała się ukryć.
W komunistycznym państwie czechosłowackim w 1950 r. zamknięto istniejący od XVIII w. klasztor franciszkanów i utworzono w nim dom wypoczynkowy. Jednocześnie okres do 1989 r. był czasem rozwoju wsi – wybudowano nowe ulice, domy, dom kultury, a także obwodnicę drogi numer 18.

### Zmiana nazwy wsi na przestrzeni wieków
- 1294 – Santus Ladislaus alias Quintoforum
- 1312, 1317, 1328 – Obec sv. Ladislava
- 1310 – Štwartok, Forumquintum, Donnersmark
- 1312 – Quinto-fori
- 1344 – Zenthlazlou
- 1479 – Chetherthekhel, Csutortokhrly
- 1492 – Donners Marckt
- 1502 – Donnersmarkt
- 1627 – Štwrtek, Štvrtek
- 1773 – Štwartek, Doners-Marck
- 1786 – Čtwrtek, Cžtevrtek
- II połowa XIX stulecia – Csötörtökhely, Csötörtökfalu
- 1920 – Štvrtek nad Hernádom, Štvrtok
- 1927 – Spišský Štvrtok.

## Zabytki
- Dawny barokowy klasztor franciszkanów z 1668. W 1950 przejęty przez państwo.
- Kościół św. Władysława z XIII wieku – pierwotnie romańsko-gotycki, w XVII i XVIII wieku poddany przebudowie barokowej. Konstrukcja świątyni jest jednonawowa, a dzisiejszy wygląd zawdzięcza renowacji po pożarze pod koniec XIX wieku. Wieża z neogotyckim zakończeniem (również z końca XIX wieku) jest charakterystyczna dla rejonu Spiszu. Wyposażenie jest głównie barokowe – główny ołtarz św. Władysława z 1704, boczne ołtarze są z połowy XVIII wieku, podobnie jak ambona i krucyfiks. Jest też kilka obrazów XIX-wiecznych. Z pierwotnego wyposażenia kościoła przetrwał do naszych czasów gotycki ołtarz św. Katarzyny Aleksandryjskiej, ale od 1806 znajduje się w kościele w Turanach.
- Najcenniejszym obiektem jest kaplica rodu Zapolya[11] z 1473, przylegająca do kościoła, uważana za arcydzieło sztuki gotyckiej. Wzorowana na francuskich kaplicach dworskich (według innych teorii przypomina niektóre fragmenty katedry św. Szczepana w Wiedniu), architektem był mistrz Puchspaum (budował też katedrę wiedeńską). Kaplica jest dwukondygnacyjna – można wyróżnić kaplicę górną i dolną, gdzie miały znaleźć się sarkofagi rodziny fundatora. Główny neogotycki ołtarz górnej kaplicy pochodzi z końca XIX wieku i zawiera w sobie gotycki obraz Zaśnięcia Maryi Panny, malowany na drewnie, z połowy XV stulecia. Jest to prawdopodobnie fragment większego ołtarza gotyckiego, który miał mieć tego samego autora, co ołtarz z kościoła w Turanach[12]. Późnogotycka Pietà z XVI wieku została wykonana przez kogoś z otoczenia Mistrza Pawła z Lewoczy. W dolnej kaplicy jest jeszcze jedna Pietà, w stylu barokowym, służąca tam jako mały ołtarz (w okresie Wielkanocy służy jako „Boży Grób”).